# The (St. Thomas) Pepper Smelter

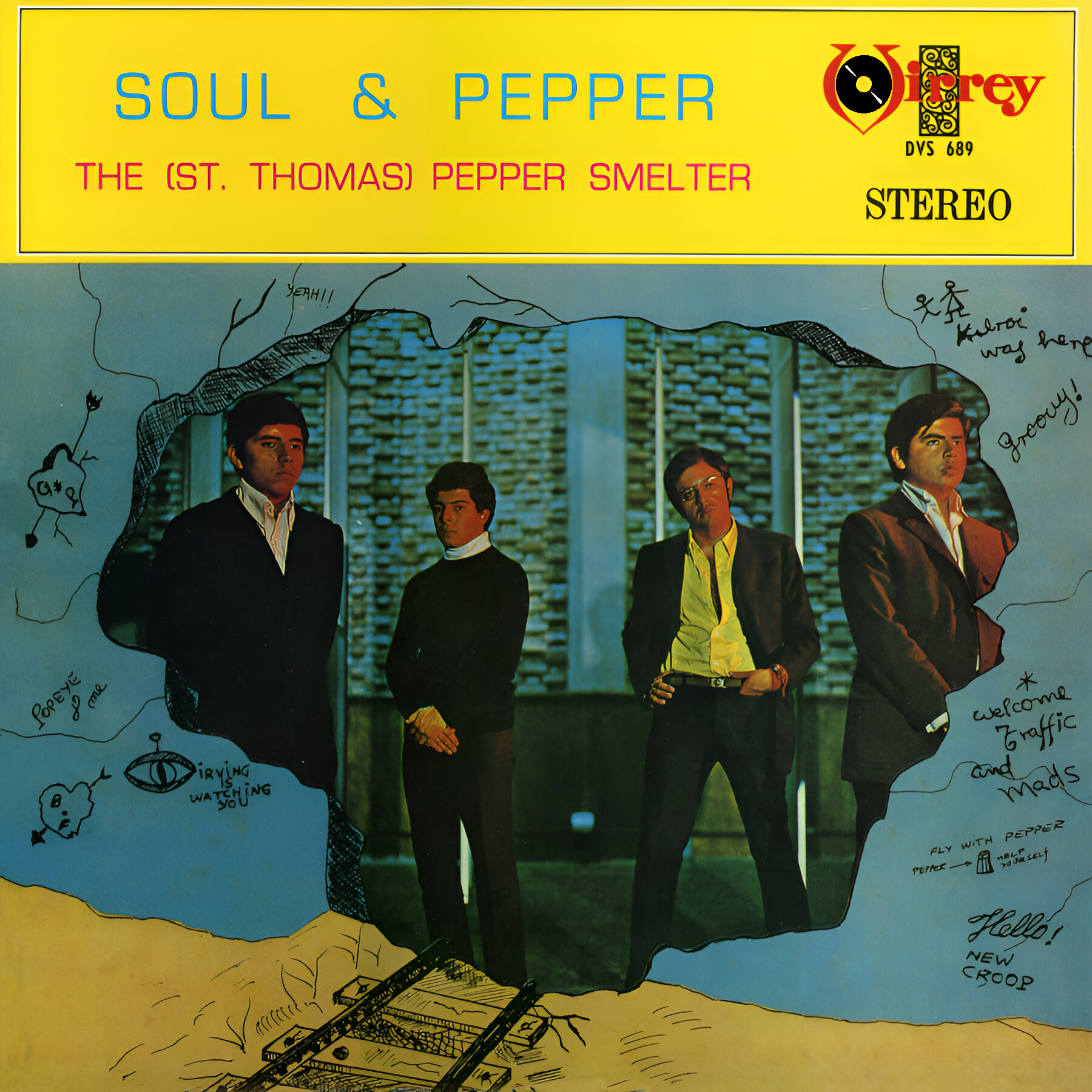
"Soul & Pepper", primer y único LP grabado por "The (St. Thomas)Pepper Smelter" bajo el sello "Virrey" en 1969.

The (St. Thomas) Pepper Smelter fue una banda peruana de rock ligado al rock psicodélico y garage rock formado en 1969 por los integrantes que acaban de abandonar el grupo Los Shain's, encabezados por Gerardo Manuel y luego se les uniría Freddy Macedo en el órgano. Grabaron varios 45 y un LP con excelentes versiones y también contando con temas propios. El grupo hizo covers de: The Beatles, The Jimi Hendrix Experience, Iron Butterfly, Cream, Blind Joe Reynolds y Classics IV. Igual considerándose un grupo de culto, y únicamente contando con un solo álbum de estudio.

## Historia
Tras la separación de Los Shain's, Gerardo Manuel decidió formar un nuevo grupo junto a sus compañeros de su exbanda, a ellos se les unió en el órgano Farfisa Freddy Macedo y más adelante el guitarrista Richie Zellon. El nombre del grupo se les ocurrió por el nombre del local donde ensayaban había un mapa con el nombre Saint Thomas y el disco de los Beatles Sgt. Pepper's Lonely Hearts Club Band de donde tomaron referencias para el nombre del grupo sin embargo a diferencia de Los Shain's en esta etapa el grupo decidió explorar sonidos nuevos como la psicodelia y sin dejar el garage rock que venía de su anterior banda. 
El primer 45 r. p. m. de la banda fue "Un nuevo verano"/"Purple haze" y luego sacaron "Obladi oblada"/"Stormy" luego editaron el tema "In a gadda da vida" y como lado B el tema "Words of pain" fue número uno en todas las radios locales y tras este éxito el grupo grabó su LP titulado Soul and Pepper, este disco contenía temas propios compuestos por el mismo Gerardo Manuel así como también magistrales versiones de Cream, Iron Butterfly y Jimmy Hendrix. Luego reclutaron al guitarrista Richie Zellon, quien era músico de jazz. En México el sello Pearless editó un EP con 3 temas. En víspera de año nuevo a 1970, tocaron con la orquesta de Carlo Brecia un repertorio de música criolla para Juan Velasco Alvarado régimen que no prohibió el rock sino por el contrario estuvo interesado en promover la música nacional en Perú y pasando por alto esa ocasión su cabello largo y su look algo psicodélico. Sin embargo pese a todo esto la prohibición y difusión del rock y matinales continuo y más vertiginosa esto llevó como consecuencia a que el grupo se terminara en junio de 1970 pues Beto Tataje y Carlos Manuel Barreda emigraron del país y luego lo haría Richie Zellon. Luego de esto Gerardo Manuel formaría Gerardo Manuel y El Humo.

## Integrantes

### Exintegrantes
- Gerardo Manuel - vocal (1969 - 1970)
- Beto Tataje - guitarra (1969 - 1970)
- Juan Carlos Barreda - bajo (1969 - 1970)
- Freddy Macedo - órgano (1969 - 1970)
- Carlos Manuel Barreda - batería (1969 - 1970)

## Discografía

### Álbumes de estudio
- 1969: "Soul & Pepper" (El Virrey)

### Sencillos
- "In-A-Gadda-Da-Vida" / "Words of Pain" (El Virrey 1969)
- "Balaluna" / "If You Showed Me" (El Virrey 1969)
- "Can You See Me" / Respuesta" (El Virrey 1969
- "Purple Haze" / "Un Nuevo Verano" (El Virrey 1969)
- "Ob-La-Di, Ob-La-Da" / "Stormy" (El Virrey 1969)
- "In-A-Gadda-Da-Vida" / "People" / "Can You See Me ?" (El Virrey 1969)
- "You, I" / "La Canción de Sally" (El Virrey 1969)